# Trichoglossus rubiginosus
El lori de Ponapé (Trichoglossus rubiginosus) es una especie de ave psitaciforme de la familia Psittaculidae endémica de la isla micronesia de Ponapé y del atolón Ant, en las islas Senyavin.